# Крістіан Москера (футболіст)
Крістіан Андрей Москера Ібарген (ісп. Cristhian Andrey Mosquera Ibargüen, нар. 27 червня 2004, Аліканте, Іспанія) — іспанський футболіст, центральний захисник клубу «Арсенал».

## Ігрова кар'єра

### Клубна
Крістіан Москера народився у місті Аліканте і займатися футболом починав у місцевому клубі «Еркулес».
У 2016 році він приєднався до футбольної академії клубу «Валенсія», а у 2020 році підписав з клубом трирічний контракт. У вересні 2021 року Москера дебютував за дублюючий склад «Валенсії» у Третьому дивізіоні чемпіонату Іспанії.
16 січня 2022 року Крістіан Москера дебютував в першій команді у матчі на Кубок країни, а вже за три дні вийшов з перших хвилин на матч чемпіонату Іспанії проти «Севільї». У віці 17 років 6 місяців і 23 дні Москера став восьмим наймолодшим гравцем в історії клубу і наймолодшим центральним захисником.
Починаючи з сезону 2023/24 Крістіан Москера став постійним гравцем основи «Валенсії».
У жовтні 2024 року ввійшов у список 25-ти фіналістів на звання «Golden Boy» 2024 року.

### Збірна
З 2019 року Крістіан Москера виступав за юнацькі збірні Іспанії.
26 березня 2024 року футболіст дебютував у складі молодіжної збірної Іспанії.
26 червня 2024 року потрапив до заявки олімпійської збірної Іспанії для участі в матчах футбольного турніру на літніх Олімпійських іграх 2024 в Парижі.

## Досягнення
Олімпійська збірна Іспанії
- Олімпійський чемпіон: 2024[11]